# Harrizm
Harrizm – ruch religijny w Afryce powstały na przełomie XIX i XX wieku. Założycielem był William Wadé Harris, znany także jako Lotagbo, Logwale lub Old Man Union Jack. Misję nawracania ludności miał mu przekazać Archanioł Gabriel, gdy Harris siedział w więzieniu za udział w powstaniu ludności Grebo. Działalność prowadził na Wybrzeżu Kości Słoniowej i Złotym Wybrzeżu.
Założenia religii:
- podstawą wiary jest Dziesięć Przykazań Bożych
- świętym dniem jest sobota
- odrzucenie wszelkich miejscowych kultów i wierzeń magicznych
- publiczne wyznawanie grzechów
- obrzędy uzdrawiania

Społeczności harristów szybko poróżniły się między sobą, niektóre przyłączyły się do religii katolickiej i protestanckich, inne wróciły do miejscowych wierzeń. Po śmierci Harrisa przywódcy Harizmu starali się odbudować religię, tworząc tzw. neoharrizm. Po II wojnie światowej wyłoniło się kilka głównych odłamów harrizmu m.in. właściwy Kościół Harristów (350 tys. wiernych) i Kościół Adaistów (11 tys. wiernych). Wszystkie te Kościoły uważają Harrisa za Mesjasza.
Na podstawie idei harristycznych powstał ruch religijny Dejma.